# Campionati statunitensi di sci alpino 2002
I Campionati statunitensi di sci alpino 2002 si sono svolti a Squaw Valley e a Sugar Bowl dal 15 al 19 marzo. Il programma ha incluso gare di supergigante, slalom gigante, slalom speciale e combinata, sia maschili sia femminili.
Trattandosi di competizioni valide anche ai fini del punteggio FIS, vi hanno partecipato anche sciatori di altre federazioni, senza che questo consentisse loro di concorrere al titolo nazionale statunitense.

## Risultati

### Uomini

#### Supergigante
| Pos. | Atleta              | Nazione     | Tempo   |
| ---- | ------------------- | ----------- | ------- |
| 1    | Marco Sullivan      | Stati Uniti | 59,24   |
| 2    | TJ Lanning          | Stati Uniti | 59,36   |
| 3    | Steven Nyman        | Stati Uniti | 59,37   |
| 4    | Erik Schlopy        | Stati Uniti | 59,47   |
| 5    | Thomas Vonn         | Stati Uniti | 59,50   |
| 6    | Bode Miller         | Stati Uniti | 59,64   |
| 7    | Jakub Fiala         | Stati Uniti | 59,77   |
| 8    | Casey Puckett       | Stati Uniti | 1:00,22 |
| 9    | Geoffrey Stephenson | Stati Uniti | 1:00,55 |
| 10   | Brett Fischer       | Stati Uniti | 1:00,56 |

Data: 15 marzo

Località: Squaw Valley

#### Slalom gigante
| Pos. | Atleta              | Nazione     | Tempo   |
| ---- | ------------------- | ----------- | ------- |
| 1    | Thomas Vonn         | Stati Uniti | 1:47,41 |
| 2    | Tom Rothrock        | Stati Uniti | 1:47,65 |
| 3    | Erik Schlopy        | Stati Uniti | 1:47,94 |
| 4    | Bode Miller         | Stati Uniti | 1:48,25 |
| 5    | Chip Knight         | Stati Uniti | 1:48,67 |
| 6    | Jakub Fiala         | Stati Uniti | 1:49,05 |
| 7    | Martin Kroisleitner | Austria     | 1:49,29 |
| 8    | Dane Spencer        | Stati Uniti | 1:49,31 |
| 9    | Steven Nyman        | Stati Uniti | 1:49,74 |
| 10   | Marco Sullivan      | Stati Uniti | 1:49,77 |

Data: 19 marzo

Località: Squaw Valley

#### Slalom speciale
| Pos. | Atleta         | Nazione     | Tempo   |
| ---- | -------------- | ----------- | ------- |
| 1    | Bode Miller    | Stati Uniti | 1:29,04 |
| 2    | Erik Schlopy   | Stati Uniti | 1:31,80 |
| 3    | Casey Puckett  | Stati Uniti | 1:32,23 |
| 4    | TJ Lanning     | Stati Uniti | 1:32,43 |
| 5    | Steven Nyman   | Stati Uniti | 1:33,67 |
| 6    | Jimmy Cochran  | Stati Uniti | 1:34,07 |
| 7    | Roger Brown    | Stati Uniti | 1:34,10 |
| 8    | Brad Hogan     | Stati Uniti | 1:34,17 |
| 9    | Jesse Marshall | Stati Uniti | 1:34,33 |
| 10   | Bryon Friedman | Stati Uniti | 1:34,51 |

Data: 17 marzo

Località: Sugar Bowl

#### Combinata
| Pos. | Atleta      | Nazione     |
| ---- | ----------- | ----------- |
| 1    | Bode Miller | Stati Uniti |
| 2    | ?           | ?           |
| 3    | ?           | ?           |

Data: 

Località: Sugar Bowl

### Donne

#### Supergigante
| Pos. | Atleta           | Nazione     | Tempo   |
| ---- | ---------------- | ----------- | ------- |
| 1    | Caroline Lalive  | Stati Uniti | 58,83   |
| 2    | Jonna Mendes     | Stati Uniti | 59,08   |
| 3    | Julia Mancuso    | Stati Uniti | 1:00,61 |
| 4    | Kathleen Monahan | Stati Uniti | 1:00,77 |
| 5    | Chemmy Alcott    | Regno Unito | 1:00,95 |
| 6    | Libby Ludlow     | Stati Uniti | 1:01,01 |
| 7    | Lauren Van Ness  | Stati Uniti | 1:01,53 |
| 8    | Lindsey Vonn     | Stati Uniti | 1:01,65 |
| 9    | Hilary McCloy    | Stati Uniti | 1:01,68 |
| 10   | Christin Lathrop | Stati Uniti | 1:01,73 |

Data: 15 marzo

Località: Squaw Valley

#### Slalom gigante
| Pos. | Atleta            | Nazione     | Tempo   |
| ---- | ----------------- | ----------- | ------- |
| 1    | Jonna Mendes      | Stati Uniti | 1:50,70 |
| 2    | Caroline Lalive   | Stati Uniti | 1:51,39 |
| 3    | Julia Mancuso     | Stati Uniti | 1:51,65 |
| 4    | Alexandra Shaffer | Stati Uniti | 1:52,19 |
| 5    | Sarah Schleper    | Stati Uniti | 1:52,40 |
| 6    | Jessica Kelley    | Stati Uniti | 1:52,66 |
| 7    | Kristina Koznick  | Stati Uniti | 1:52,80 |
| 8    | Hilary McCloy     | Stati Uniti | 1:52,97 |
| 9    | Lauren Ross       | Stati Uniti | 1:53,58 |
| 10   | Courtney Calise   | Stati Uniti | 1:53,74 |

Data: 18 marzo

Località: Squaw Valley

#### Slalom speciale
| Pos. | Atleta          | Nazione     | Tempo   |
| ---- | --------------- | ----------- | ------- |
| 1    | Sarah Schleper  | Stati Uniti | 1:37,43 |
| 2    | Caroline Lalive | Stati Uniti | 1:37,97 |
| 3    | Julia Mancuso   | Stati Uniti | 1:38,48 |
| 4    | Hilary McCloy   | Stati Uniti | 1:38,71 |
| 5    | Resi Stiegler   | Stati Uniti | 1:38,81 |
| 6    | Lauren Ross     | Stati Uniti | 1:39,51 |
| 7    | Courtney Calise | Stati Uniti | 1:40,02 |
| 8    | Katie Hitchcock | Stati Uniti | 1:40,13 |
| 9    | Jessica Kelley  | Stati Uniti | 1:40,61 |
| 10   | Caitlin Ciccone | Stati Uniti | 1:41,53 |

Data: 17 marzo

Località: Sugar Bowl

#### Combinata
| Pos. | Atleta          | Nazione     |
| ---- | --------------- | ----------- |
| 1    | Caroline Lalive | Stati Uniti |
| 2    | ?               | ?           |
| 3    | ?               | ?           |